# یوآن بوریلون
یوآن بوریلون (انگلیسی: Yoann Bourillon؛ زادهٔ ۹ اوت ۱۹۸۲) بازیکن فوتبال اهل فرانسه است.